# Filareto Kavernido
Heinrich Goldberg alias Filareto Kavernido (Berlín, 24 de julio de 1880-Moca, República Dominicana, 16 de mayo de 1933) fue fundador y dirigente de una comuna anarco-comunista en Berlín, Tourrettes, Córcega y en la República Dominicana.
Hijo de un médico judío de buena posición económica, estudia medicina en Berlín y en Friburgo y se establece a continuación como médico en un hospital de Berlín. En 1910 abandona la comunidad judía y hacia 1918 reaparece convertido en la cabeza visible de un grupo anarco-comunista que pretende realizar en Berlín y en las afueras de dicha ciudad sus ideas utópicas basadas en las teorías de Nietzsche, Platón y Fourier. El nombre de su grupo es "La Kaverno di Zaratustra“ en reconocimiento al Zaratustra de Nietzsche. 
Filareto Kavernido publica algunos escritos, entre ellos una fábula en Ido, una variante reformada de la lengua universal Esperanto. En una serie de folletos, los "Mitteilungsblätter aus Zarathustras Höhle" expone sus ideas filosóficas y sociales fundamentales. En 1925, huido de la justicia alemana aparentemente por delito contra el artículo §218 que prohíbe el aborto, se encuentra en París. Desde allí intenta establecer contacto con la sufragista suiza Margarethe Faas-Hardegger, que inspira en Suiza una comuna de parecidas características. En París también establece contacto con el anarquista Émile Armand, en cuya publicación periódica "L’en dehors“ publicará hasta su muerte artículos tanto de discusión teórica como informativos sobre las actividades de su comuna, en especial desde la República Dominicana, a donde había emigrado en 1929 con los restos del grupo, consistente en su compañera y los hijos, después de haber pasado varios años intentando establecer su forma de vida anarco-comunista (1926-1929) en Tourrettes-sur-Loup, al noroeste de Niza, y en Córcega. 
El 16 de mayo de 1933 Filareto es asesinado a tiros en Moca, República Dominicana, en circunstancias y por razones todavía desconocidas.
Filareto Kavernido es mencionado en numerosas publicaciones de su época, en artículos periodísticos y en libros, en los que se informa sobre sus concepciones políticas y filosóficas y se describe su carácter autoritario y con tendencias despóticas.